# 谢良辅
谢良辅（？—？），唐朝政治人物。

## 生平
天宝十一年進士，官中书舍人。德宗建中四年（783年），擔任商州刺史，为地方軍所杀。《全唐诗》收其詩四首，《唐诗纪事》亦有收錄。

## 家族
兄谢良弼。
妻子是庐州慎县令萧中和的大女儿。